# 豊西村 (山口県)
豊西村（とよにしそん）は、山口県豊浦郡にあった村。現在の下関市豊浦町室津上・豊浦町室津下にあたる。

## 地理
- 海洋 ： 響灘
- 山岳 ： 甲山

## 歴史
- 1889年（明治22年）4月1日 - 町村制の施行により、吉母村・室津上村・室津下村・蓋井島の区域をもって発足。
- 1954年（昭和29年）8月1日 - 大字吉母・蓋井島および室津上の一部（御崎地区）を下関市に編入。
- 1955年（昭和30年）4月1日 - 黒井村・川棚村および宇賀村の一部（大字宇賀）と合併して豊浦町が発足。同日豊西村廃止。